# Plagiohammus camillus
Plagiohammus camillus är en skalbaggsart som beskrevs av Dillon 1949. Plagiohammus camillus ingår i släktet Plagiohammus och familjen långhorningar. Inga underarter finns listade i Catalogue of Life.